# Resende Futebol Clube
Resende Futebol Clube é uma agremiação esportiva de Resende, no Estado do Rio de Janeiro, fundada a 6 de junho de 1909.

## História

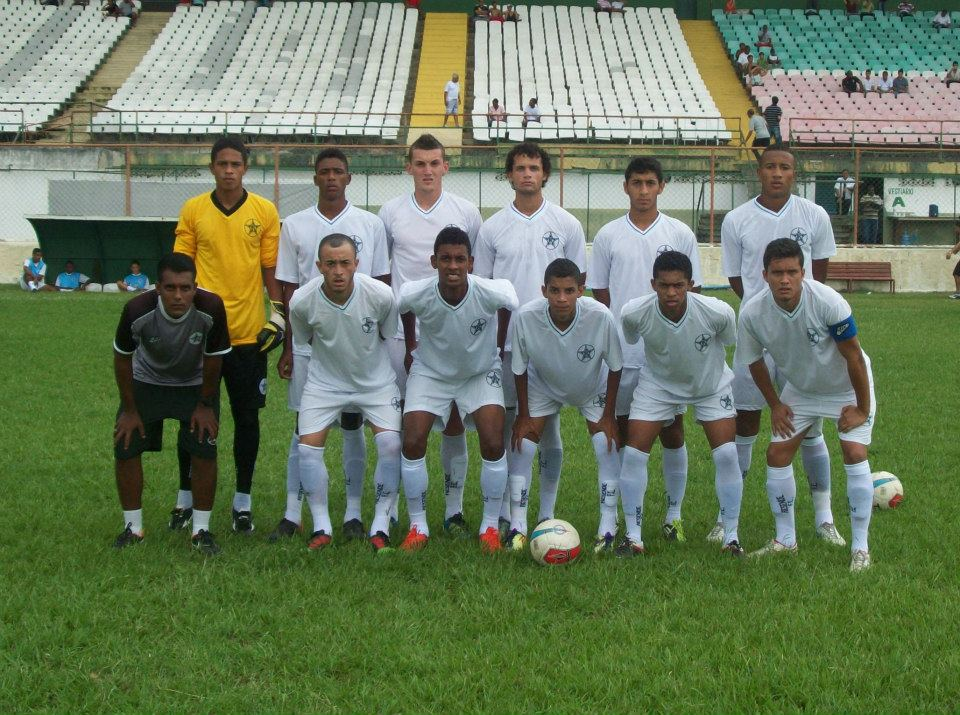
Equipe júnior do Resende em 2013

Sua atual sede social possui um campo com dimensões oficiais e está localizada no Centro da cidade. Seu estádio começou a ser erguido no ano de 1916, durante os festejos da visita de Santos Dumont, o "Pai da Aviação", à cidade. Localizado no centro do município, o Estádio dos Eucaliptos e a sua sede social, além da prática do futebol do time profissional, agasalhou e ainda recebe atividades sociais, recreativas e educacionais com grande participação na vida dos cidadãos de Resende.
O retorno da equipe resendense a uma competição estadual, depois de cerca de 30 anos, foi possível devido à parceria de 21 anos entre o Resende Futebol Clube e a empresa Gol de Placa Marketing Esportivo, firmada no dia 29 de julho de 2006. A ideia era levar o Resende a vencer a Terceira Divisão, para disputar, no ano seguinte, a Segunda Divisão.
No dia 9 de setembro de 2006, o Resende começou sua subida meteórica, estreando no Campeonato Fluminense da Terceira Divisão. No final, a equipe conseguiu o acesso à Segunda Divisão, ficando em terceiro lugar no campeonato.
Já em 2007, o clube foi presenteado com a segunda maior conquista de toda a sua história. Após uma vitoriosa campanha, em um campeonato marcado pela igualdade do nível técnico das equipes, o Resende Futebol Clube venceu a segunda divisão do Estadual do Rio de Janeiro, conquistando uma das cinco vagas para a elite do futebol fluminense.
Sob o comando do técnico Carlos Roy, o Resende terminou a competição com 49 pontos, ganhando 14 jogos, empatando sete e perdendo outros sete. O time encerrou a temporada com saldo positivo de seis gols, sofrendo 30 e marcando 36, conquistando, assim, o acesso à primeira divisão do Campeonato Carioca.
O Resende, no Campeonato Estadual de 2008, ficou na 9ª posição, invicto, depois de uma série de 45 jogos.
No estadual de 2009, conseguiu a classificação as semifinais da Taça Guanabara, ficando com a vaga que era do Vasco da Gama, que perdeu 6 pontos por escalar um jogador em situação irregular, e conseguiu a histórica classificação para a final ao vencer o Flamengo na semifinal, pelo placar de 3 a 1, em pleno Maracanã. Na final, perdeu para o Botafogo por 3 a 0, ficando com o vice-campeonato.
Em 2014, o Resende sagrou-se campeão da Copa Rio pela primeira vez. Após uma campanha regular, o time chegou a final e após perder o primeiro jogo por 1x0 para o Madureira fora de casa, o Gigante do Vale, com um gol do goleiro Arthur aos 50 minutos do segundo tempo, igualou os resultados, e, assim como na semifinal, levou a decisão para os pênaltis. Nas cobranças, o Resende não perdeu nenhuma e viu três jogadores do Madureira desperdiçarem as suas para chegar ao seu primeiro título da competição sob o comando de Edson Souza.
Em 2015 conseguiu o histórico bi-campeonato da Copa Rio, com um estádio lotado e com a torcida empurrando, o Resende vencia a Portuguesa Carioca por 5–2 dentro de seus domínios, sob o comando do técnico Ailton Ferraz.
No estadual de 2016, fez campanha histórica na Taça Rio, ficando em 2º lugar, após perder para o rival Volta Redonda por 3 x 0, no estádio São Januário.
Em outubro de 2019, o clube anunciou uma parceria com o Olympique Lyonnais, da França, que passou a aplicar suas metodologias nas categorias de base do time carioca. Com isso, o estatuto do clube foi alterado para adicionar dentro do seu escudo, o escudo da equipe francesa. Em 2023, o Resende terminou na última posição do Campeonato Carioca.
Já no estadual de 2022, fez sua melhor participação da história. Apesar de terminar a competição apenas em oitavo lugar, conseguiu se classificar para a Taça Rio, que se transformara em um torneio de consolação para quem não se classificasse para as semifinais do campeonato (ou seja, um quadrangular final que envolvesse apenas os times posicionados entre quinto e oitavo lugar). Após derrotar a Portuguesa Carioca na semifinal, e o Nova Iguaçu, numa final vencida nos pênaltis após um empate no agregado, o Resende se consagraria campeão do torneio pela primeira vez em sua história.
Em 2023, o Resende pela primeira vez em sua história foi rebaixado. Após 15 anos na elite do Campeonato Carioca, o clube terminou a competição em 12° colocado, com apenas 1 vitória, dois empates e 8 derrotas, somando ao todo 5 pontos. Em maio de 2024, lançou novos uniformes voltando a utilizar as cores tradicionais do clube e o escudo anterior ao início da parceria com o Olympique Lyonnais.

## Títulos
| ESTADUAIS          | ESTADUAIS                     | ESTADUAIS | ESTADUAIS   |
|                    | Competição                    | Títulos   | Temporadas  |
| ------------------ | ----------------------------- | --------- | ----------- |
|                    | Copa Rio                      | 2         | 2014 e 2015 |
|                    | Campeonato Carioca - Série A2 | 1         | 2007        |
| TURNOS DO ESTADUAL |                               |           |             |
|                    | Competição                    | Títulos   | Temporadas  |
|                    | Taça Rio                      | 1         | 2022        |

## Estatísticas

### Participações
|  | Participações em 2025 |

| Competição                      | Temporadas | Melhor campanha                 | Estreia | Última | P | R |
| ------------------------------- | ---------- | ------------------------------- | ------- | ------ | - | - |
| Campeonato Carioca              | 16         | 5º colocado (2012, 2013 e 2022) | 2008    | 2023   |   | 1 |
| Campeonato Carioca - Série A2   | 4          | Campeão (2007)                  | 2007    | 2025   | 1 | – |
| Campeonato Carioca - Série B1   | 2          | 3º colocado (2006)              | 2003    | 2006   | 1 | – |
| Copa Rio                        | 12         | Campeão (2014 e 2015)           | 2009    | 2025   |   |   |
| Campeonato Fluminense           | 10         |                                 | 1941    | 1969   | – | – |
| Campeonato Brasileiro - Série D | 3          | 12º colocado (2013)             | 2013    | 2023   | – |   |
| Copa do Brasil                  | 4          | 2ª fase (2013)                  | 2013    | 2016   |   |   |

### Últimas 12 temporadas
Legenda:
| Campeão Vice-campeão Eliminado na semifinal | Classificado à Copa Libertadores da América Classificado à Copa Sul-Americana Classificado à Copa do Brasil | Rebaixamento Acesso |

### Retrospecto em competições oficiais
Última atualização: Série D de 2023.
| Competição | Temporadas | Títulos | Pts. | J  | V  | E  | D  | GP | GC |
| ---------- | ---------- | ------- | ---- | -- | -- | -- | -- | -- | -- |
| Série D    | 3          | —       | 40   | 32 | 10 | 10 | 12 | 34 | 36 |